# Fenêtre sur l'Europe
Fenêtre sur l'Europe (russe : Окно в Европу) est un festival de cinéma annuel qui se déroule dans la ville de Vyborg en Russie depuis 1993. Les fondateurs du festival sont l'Association cinématographique russo-européenne (REKA), le ministère de la Culture de la fédération de Russie et le gouvernement de l'oblast de Léningrad. Il met en compétition les films de fiction, les documentaire et les films d'animation.

## Historique
En 1993, par décision collective des réalisateurs Savva Koulich, Marlen Khoutsiev, du compositeur Mikaël Tariverdiev, du réalisateur de documentaires Vladimir Konovalov, des producteurs Gevorg Nersisyan et Andrei Simonov, un forum cinématographique st organisé dans la ville de Vyborg. Le « Marché-Festival du Film » (définition initiale du statut de l'événement) est en cours de coordination et d'approbation à Goskino. Les événement se déroulent dans l’hôtel Druzhba et au cinéma de Vyborg. À partir de 1994, une tradition du défilé des invités du festival et des habitants de Vyborg verra le jour – de l’hôtel au cinéma.
En 1998, une autre tradition est née : le Walk of Fame du festival du film a été inauguré, où Stanislav Rostotski, Viatcheslav Tikhonov, Anatoli Romachine, Gueorgui Jjionov et Alexeï Petrenko ont été les premiers à laisser leurs empreintes de mains.
En juin 2023, le 31e festival a changé de nom pour devenir « Vyborg », mais après un appel du gouverneur de l'oblast de Léningrad, Alexandre Drozdenko, lors de la cérémonie de clôture, le festival du film est revenu à son nom de « Fenêtre sur l’Europe ». Dans le même temps, à la suite du décès du président du festival, Armen Medvedev, qui avait dirigé le festival du film pendant de nombreuses années après Savva Koulich, un nouveau président a été annoncé - le réalisateur Sergueï Oursouliak.

## Compétition
- longs métrages (10 à 15 films, 7 à 9 membres du jury décernent le prix « Pour le meilleur long métrage » et des prix spéciaux)
- longs métrages et courts métrages de non-fiction (3 à 4 membres du jury décernent le prix « Pour le meilleur film de non-fiction » et un prix spécial)
- longs et courts métrages d'animation (3 à 4 membres du jury décernent le prix « Pour le meilleur film d'animation » et un prix spécial)
- « Compte de Vyborg» (depuis 1999), mettant en compétition tous les longs métrages du festival, ainsi que les films qui ont remporté des prix dans d'autres festivals de cinéma russes courant l'année. Les résultats sont résumés sous la direction du Conseil d'administration sur la base des résultats du concours avec la remise du prix Tour d'or.